# یحیی بن یوسف صرصری
یحیی بن یوسف صرصری (۱۱۹۲-۱۲۵۸) فقیه، لغوی، شاعر و صوفی بغدادی بود.

## زندگی
نسب کاملش «جمال‌الدین ابو زکریا یحیی بن یوسف بن یحیی بن منصور بن مَعمَر بن عبدالسلام صرصری بغدادی» ذکر شده است. زادهٔ صرصر، در دو فرسخی بغداد به‌سال ۱۱۹۲/ محرم ۵۸۸ بود. در بغداد، قرآن و حدیث، فقه و زبان‌شناسی آموخت، سپس به تصوف گرایید. صرصری نابینا بود، به هنگام حمله مغولان به بغداد او را کشتند.